# Каргасоцьке сільське поселення
Каргасо́цьке сільське поселення (рос. Каргасокское сельское поселение) — сільське поселення у складі Каргасоцького району Томської області Росії.
Адміністративний центр — село Каргасок.
Населення сільського поселення становить 10580 осіб (2019; 12021 у 2010, 12736 у 2002).
Станом на 2002 рік існували Каргасоцька сільська рада (село Каргасок, селища Геологічеський, Нефтяников) та Павловська сільська рада (села 5 км, Бондарка, Лозунга, Павлово, присілок Пашня).

## Склад
До складу сільського поселення входять:
| Населений пункт        | Населення, осіб (2002) | Населення, осіб (2010) |
| ---------------------- | ---------------------- | ---------------------- |
| 5 кілометр, селище     | 269                    | 264                    |
| Бондарка, село         | 232                    | 201                    |
| Каргасок, село         | 8547                   | 8127                   |
| Геологічеський, селище | 1584                   | 1444                   |
| Лозунга, присілок      | 205                    | 193                    |
| Нефтяников, селище     | 1039                   | 984                    |
| Павлово, село          | 661                    | 615                    |
| Пашня, присілок        | 199                    | 193                    |